# ادامو، جیمینا کلسکزو
ادامو، جیمینا کلسکزو (به لاتین: Adamów, Gmina Kleszczów) در لهستان است که در Gmina Kleszczów واقع شده‌است.